# Arthur Bruce McDonald
Arthur Bruce »Art« McDonald, OC, OOnt, FRS, FRSC, kanadski astrofizik, * 29. avgust 1943, Sydney, Nova Škotska, Kanada.
McDonald je predstojnik Inštituta Nevtrinskega observatorija Sudbury (SNOLAB) in je nosilec katedre za fiziko astrodelcev Gordona in Patricie Gray na Univerzi Queen's v Kingstonu, Ontario. Leta 2015 je skupaj z japonskim fizikom Takaakijem Kadžitom prejel Nobelovo nagrado za fiziko za raziskave nevtrinov in dokaza njihovih oscilacij »okusa« in posledično njihove mase. Nevtrinski observatorij Sudbury (SNO) je lahko prvi zaznal nevtrinske oscilacije, kar je rešilo problem Sončevih nevtrinov, znan od poznih 1960-ih. Je profesor emeritus Univerze Queen's.

## Zgodnje življenje
McDonald je diplomiral iz fizike leta 1964 in magistriral iz fizike leta 1965 na Univerzi Dalhousie v Novi Škotski. Leta 1969 je doktoriral iz jedrske fizike na Kalifornijskem tehnološkem inštitutu pod Fowlerjevim mentorstvom.

## Akademska pot
Med letoma 1970 in 1982 je bil raziskovalec v Jedrskih laboratorijih Chalk River severozahodno od Ottawe. Od leta 1982 do 1982 je bil profesor fizike na Oddelku za fiziko Univerze Princeton, nato pa na Univerzi Queen's in član odbora Inštituta za teoretično fiziko Perimeter v Waterlooju, Ontario. V času poučevanja na Univerzi Princeton je nadaljeval svoj raziskovalni program na princetonskem ciklotronu.

## Znanstvenoraziskovalno delo
Fiziki so raziskovali ali imajo nevtrini maso. Od poznih 1960-ih so preskusi nakazovali, da jo imajo. Teoretični modeli Sonca so predvidevali določeno število nevtrinov nastalih pri jedrskih rekcijah v njegovi notranjosti. Nevtrinski detektorji na Zemlji so zaznavali do 2/3 manj nevtrinov od predvidenega števila. Ker so nevtrini lahko v treh oblikah: elektronski, mionski in tauonski nevtrino, in ker so bili solarni nevtrinski detektorji prvenstveno občutljivi le na elektronske nevtrine, je bila splošno sprejeta razlaga, da so se tisti »manjkajoči« nevtrini spremenili, oziroma oscilirali, v obliko, ki je detektorji niso mogli zaznavati. Če nevtrino spreminja okus, mora po kvantni mehaniki imeti maso.
Avgusta 2001 je skupina raziskovalcev na Nevtrinskem observatoriju Sudbury, detektorski postrojitvi 2100 m pod zemeljskim površjem v dejavnem rudniku niklja zunaj Sudburyja, Ontario, ki jo je vodil McDonald, z neposrednim opazovanjem preverila, da elektronski nevtrini s Sonca res oscilirajo v mionske in tauonske nevtrine. SNO je objavil svoje poročilo 13. avgusta 2001 v Physical Review Letters, rezultat pa je bil sprejet kot zelo pomemben. McDonald je za odkritje nevtrinskih oscilacij in prikaza nevtrinske mase leta 2007 prejel medaljo Benjamina Franklina za fiziko, leta 2015 pa Nobelovo nagrado za fiziko.

## Priznanja

### Nagrade in častni naslovi
- 2006, red Kanade[10]
- 2007, medalja Benjamina Franklina skupaj z Jodžijem Tocukom[7]
- 2009, članstvo v Kraljevi družbi (FRS) iz Londona[4]
- 2011, medalja Henryja Marshalla Toryja Kraljeve družbe Kanade za »veliko čast in intelektualno dobro Kanade.«[11]
- 2015, Nobelova nagrada za fiziko skupaj s Takaakijem Kadžitom za odktirje nevtrinskih oscilacij in posledično njihove mase.[12]